# Gaafar-Noureldin El Sadig
Gaafar-Noureldin El Sadig, lies Dschaʿfar Noureldin El Sādiq (* 27. September 1983) ist ein ehemaliger sudanesischer Tennisspieler.

## Karriere
El Sadig spielte zwischen 1998 und 2001 für die sudanesische Davis-Cup-Mannschaft. In dieser Zeit bestritt er 16 Einzel sowie 12 Doppelpartien. Der Sudan spielte in dieser Zeit in der Qualifikationsgruppe Euro/African IV gegen Mannschaften wie Kamerun, Madagaskar und Uganda. Sowohl im Einzel als auch im Doppel konnte er nur jeweils einen Sieg verbuchen. Er gewann 1998 sein Einzel gegen Omar-Awad Mohammed aus Djibuti sowie an der Seite von Wael Noureldin gegen Kenny Banzer und Wolfgang Strub aus Liechtenstein.